# Stereotype (minialbum)
Stereotype – pierwszy minialbum południowokoreańskiej grupy STAYC, wydany 6 września 2021 roku przez High Up Entertainment.
W pierwszym tygodniu album sprzedał się w ponad 114 000 egzemplarzy oraz zadebiutował na 2 miejscu listy Gaon Album Chart.

## Historia wydania
4 sierpnia 2021 roku High Up Entertainment ogłosiło, że grupa STAYC powróci ze swoim pierwszym minialbumem na początku września. 15 sierpnia oficjalnie ogłoszono plan powrotu ze swoim minialbumem „Stereotype”, który będzie dostępny w dwóch wersjach „A” i „B”. Pierwsza zapowiedź wideo nowego minialbumu wraz z konceptem grupy, który nosi nazwę „A”, ukazał się 16 sierpnia za pośrednictwem serwisu YouTube. 18 sierpnia grupa opublikowała swój pierwszy zestaw zdjęć koncepcyjnych do nadchodzącego minialbumu. Kolejna zapowiedź w postaci krótkiego filmu z drugim konceptem grupy pod nazwą „B” ukazał się 22 sierpnia. 29 sierpnia podobnie jak w przypadku promocji dwóch poprzednich singli grupy, zdecydowano się ujawnić składankę z fragmentami piosenek śpiewanych a cappella, które znajdą się na minialbumie. 31 sierpnia STAYC wypuściło nowy, prawie trzyminutowy koncepcyjny zwiastun w formie szkolnej opowieści. 1 września grupa udostępniła fragment choreografii do utworu tytułowego „Stereotype”, natomiast 4 września pojawił się zwiastun teledysku do tego właśnie utworu.

## Lista utworów
| CD | CD              | CD            | CD                             | CD                             | CD        | CD      |
| Nr | Tytuł utworu    |               | Tekst                          | Kompozycja                     | Aranżacja | Długość |
| -- | --------------- | ------------- | ------------------------------ | ------------------------------ | --------- | ------- |
| 1. | „Stereotype”    | (kor. 색안경) | Black Eyed Pilseung, Jeon Goon | Black Eyed Pilseung, Jeon Goon | Rado      | 3:11    |
| 2. | „I'll Be There” |               | Black Eyed Pilseung, Jeon Goon | Black Eyed Pilseung, Jeon Goon | Rado      | 3:09    |
| 3. | „Slow Down”     |               | Black Eyed Pilseung            | Black Eyed Pilseung            | Rado      | 3:10    |
| 4. | „Complex”       |               | Black Eyed Pilseung, Jeon Goon | Black Eyed Pilseung, Jeon Goon | Rado      | 3:06    |

## Notowania
| Lista                   | Najwyższa pozycja |
| ----------------------- | ----------------- |
| Japonia (Oricon)        | 25                |
| Korea Południowa (Gaon) | 2                 |

## Nagrody
Programy muzyczne
| Piosenka   | Rok  | Data        | Stacja telewizyjna | Program       |
| ---------- | ---- | ----------- | ------------------ | ------------- |
| Stereotype | 2021 | 14 września | SBS MTV            | The Show      |
| Stereotype | 2021 | 15 września | MBC M              | Show Champion |
| Stereotype | 2021 | 16 września | Mnet               | M Countdown   |